# Quadrangle de Sif Mons
Le quadrangle de Sif Mons (littéralement :  quadrangle du mont Sif), aussi identifié par le code USGS V-31, est une région cartographique en quadrangle sur Vénus. Elle est définie par des latitudes comprises entre 0° et 25° N et des longitudes comprises entre 330° et 360° E,. Il tire son nom du mont Sif.